# Districte de Dacca
El districte de Dacca o Districte de Dhaka oficial des de 1983 (bengalí ঢাকা জেলা) és una divisió administrativa de Bangladesh, subdivisió de la divisió de Dacca. Té com capital la ciutat de Dhaka. La superfície és de 1.463 km² i la població el 1991 era de 7.996.000 habitants, que ara serien més de dotze milions.

## Subdivisions
Se subdivideix en thanes, una àrea municipal (Dacca), i 5 upaziles:
- Upaziles:
  - Dhamrai
  - Dohar
  - Keraniganj
  - Nawabganj Upazila
  - Savar

Les tanés són set de principals i catorze d'auxiliars. Les principals són:
- Dhanmondi
- Dhaka Kotwali
- Motijheel
- Ramna
- Mohammadpur
- Sutrapur
- Tejgaon

Les thanes auxiliars (14) són: 
- Gulshan
- Lalbagh
- Mirpur
- Pallabi
- Sabujbagh
- Cantonment
- Demra
- Hazaribagh
- Shyampur
- Badda
- Kafrul
- Kamrangir char
- Khilgaon
- Uttara

Dacca ciutat està dividida en 130 juntes i 725 mahalles.

## Història
Dacca, i en concret la upazila de Savar, fou el centre del regne de Sanbagh als segles vii i viii. Després va estar governat pels reis de Kamrup que van arribar fins al riu Dhaleswari com a límit sud i el Karatoya com a límit occidental. Algunes restes de Jasha Pal a Dakuri, de Haris Chandra Pal a Sabhar, i de Sisu Pal prop de Mahuna, deixant suposar un govern dels Pala, potser emparentats amb els budistes Pala que van emergir a Bengala al començament del segle ix; després va passar a la dinastia Sena al mateix segle ix. La ciutat de Bikrampur, del nom del mític rei sena Vikramaditya, estava situada al sud del Dhaleswari. Une altre poble, Rampal, fou capital del rei hindú entre el segle ix i el segle xiii. Se sap que hi va tenir la cort Ballal Sena, el més conegut dels reis de la dinastia, però ja més anteriorment hi havia governat Adisur, identificat amb el fundador de la dinastia.
Els musulmans van arribar a Bengala el 1199 però no van ocupar el districte fins més tard. El 1296 Ala al-Din Muhammad Shah I Khalji (1296-1316) va repartir els dominis de Bengala en dos governs, i Bahadur Shah va esdevenir governador de la província del sud-est amb seu a Sonargaon a la riba del Meghna a 25 km a l'est de Dacca. Muhammad Shah II Tughluk (1325-1351) el 1330 va dividir Bengala en tres províncies i la de Sonargaon va ser per Tatar Bahram Khan; el 1351 quan Bengala fou reunificada en el govern del sultà Firuz Shah Tughluk (1351-1388) Sonargaon va restar com a capital provincial única.
El 1608 la capital era a Rajmahal. Bengala va passar a domini de l'Imperi Mogol i la capital fou traslladada a Dacca pel primer governador Shaikh Islam Khan, perquè la frontera oriental estava exposada a atacs dels [ahom]s d'Assam perl nord i els maghs d'Arakan (aliats a mercenaris portuguesos) pel sud. Islam Khan la va batejar Jahangir Nagar (Ciutat de Jahangir) nom que no va arrelar després de la mort de l'emperador. El 1660 Mir Jumla va ser nomenat governador i Dacca va començar a prosperar. Es van construir forts per defensar la ciutat contra els maghs, a la confluència del Lakhya i el Dhaleswari les ruïnes dels quals encara es conserven i alguns tenen certes importància com Hajigang (que fou propietat dels nawabs de Dacca) i Idrakpur (que fou residència del governador de la subdivisió de Munshigangj). Amb Shaista Khan, nebot de l'emperadriu Nur Jahan, successor de Mir Jumla, la ciutat va arribar prop del milió d'habitants. El 1704 Murshid Quli Jafar Khan va traslladar la seu del govern de Dacca a la ciutat que va anomenar Murshidabad i Dacca va quedar sota govern d'un naib o delegat del virrei amb jurisdicció més gran que la moderna divisió de Dacca; després de l'ocupació britànica el 1757 (concedida oficialment el 1765) el títol de naib nawab va subsistir sense cap autoritat i fou una de les famílies nobles de Bengala fins que es va extingir el 1845.
Quan es va crear el districte el 1765 incloïa també el futur districte de Backergunge i el futur districte de Faridpur que després es van separar. El 1858 va recuperar Manikganj de Faridpur però va transferir la thana de Mulfatganj a Backergunge el 1867. La població era la següent:
- 1.827.931 el 1872
- 2.090.877 el 1881
- 2.395.430 el 1891
- 2.649.522 el 1901

Nombrosos canvis de límits al segle XX no van alterar substancialment el districte fins al 1985 quan es va establir una nova divisió administrativa al país amb 64 petits districtes entre els quals el de Dacca que va quedar reduït a quasi una sisena part de l'antic (uns 7.440 km² abans enfront dels actuals 1.463 km²)